# Stina Velocette
Stina Velocette, artistnamn för Stina Katrin Velocette Nilson (tidigare Göransson) född 26 juli 1983 i Göteborg, är artist, låtskrivare och producent och har skrivit låtar tillsammans med Roffe Ruff, Syster Sol, Etzia, Kapten Röd och med de egna banden Äkta Kärlek (2005–2008) och Serengeti (2008–2014). Velocette har sedan 2015 släppt solomusik under eget namn – Stina Velocette. 
Stina har även använt artistnamn som Zany Lou, Mästerkatten och Mastercat.
2017 släpptes debut-EP:n "Motljus" som fick mycket uppmärksamhet för sina målande, starka och på en del låtar feministiska texter.
Stina Velocette har turnerat i Sverige, Europa, Sydafrika och Jamaica med de egna grupperna Äkta Kärlek, Serengeti och som körsångerska och förband till bland annat Public Enemy, Looptroop Rockers och Kapten Röd. 
Stina har vid sidan om artisteriet producerat musik åt SVT, poddar och åt andra artister som till exempel Chloe Gisele och Kristin Amparo. 

## Diskografi

### Singlar
- 2015: Genom allt
- 2016: Rutorna nere
- 2016: Hålla det öppet
- 2017: Jag har dig
- 2017: Stanna tiden
- 2017: Ska det va såhär
- 2018: Tyckte jag såg dig ft. Roffe Ruff
- 2018: Visa från barrikaderna ft. Nayomi
- 2019: Vi styr saker

### Album
- 2017: Motljus EP